# Raoul André Ulmann
Pour les articles homonymes, voir Ulmann.
Ne doit pas être confondu avec André Ulmann.
Raoul André Ulmann est un peintre français, né à Paris le 28 mai 1867 et mort à Neuilly-sur-Seine le 28 juin 1941.

## Biographie

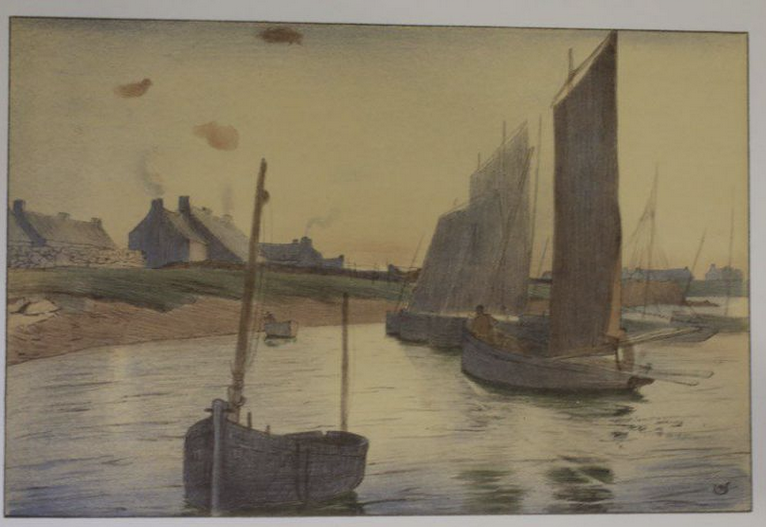
Tristesse sur la mer (1898).

Élève de William Bouguereau et de Tony Robert-Fleury, il peint des marines bretonnes, hollandaises et des vues de Paris. À partir de 1907, il expose des paysages à la Société nationale des beaux-arts. Il expose également avec la Société nouvelle de peintres et de sculpteurs de Paris, présidée après 1905 par Auguste Rodin, lors de salons à Paris et aux États-Unis (notamment à Buffalo en novembre-décembre 1912),.
De son vivant, l’État français fait l’acquisition de plusieurs de ses œuvres, qui sont notamment affectées au musée du Luxembourg, au musée Bonnat de Bayonne, à la Chambre de députés, ou encore au palais de l’Élysée.
Tristesse sur la mer est reproduite dans L'Estampe moderne en 1898.
Il reçoit le prix Puvis de Chavannes en 1931.

## Œuvres
Le musée d’Orsay conserve plusieurs de ses œuvres :
- Grande marée à Trébeurden[5] ;
- La Seine au Trocadéro ;
- Le canal de la Bastille[6];
- Le pré de Biez[7].

Le musée des beaux-arts de Quimper en conserve une Marine bretonne.